# Розумне місто

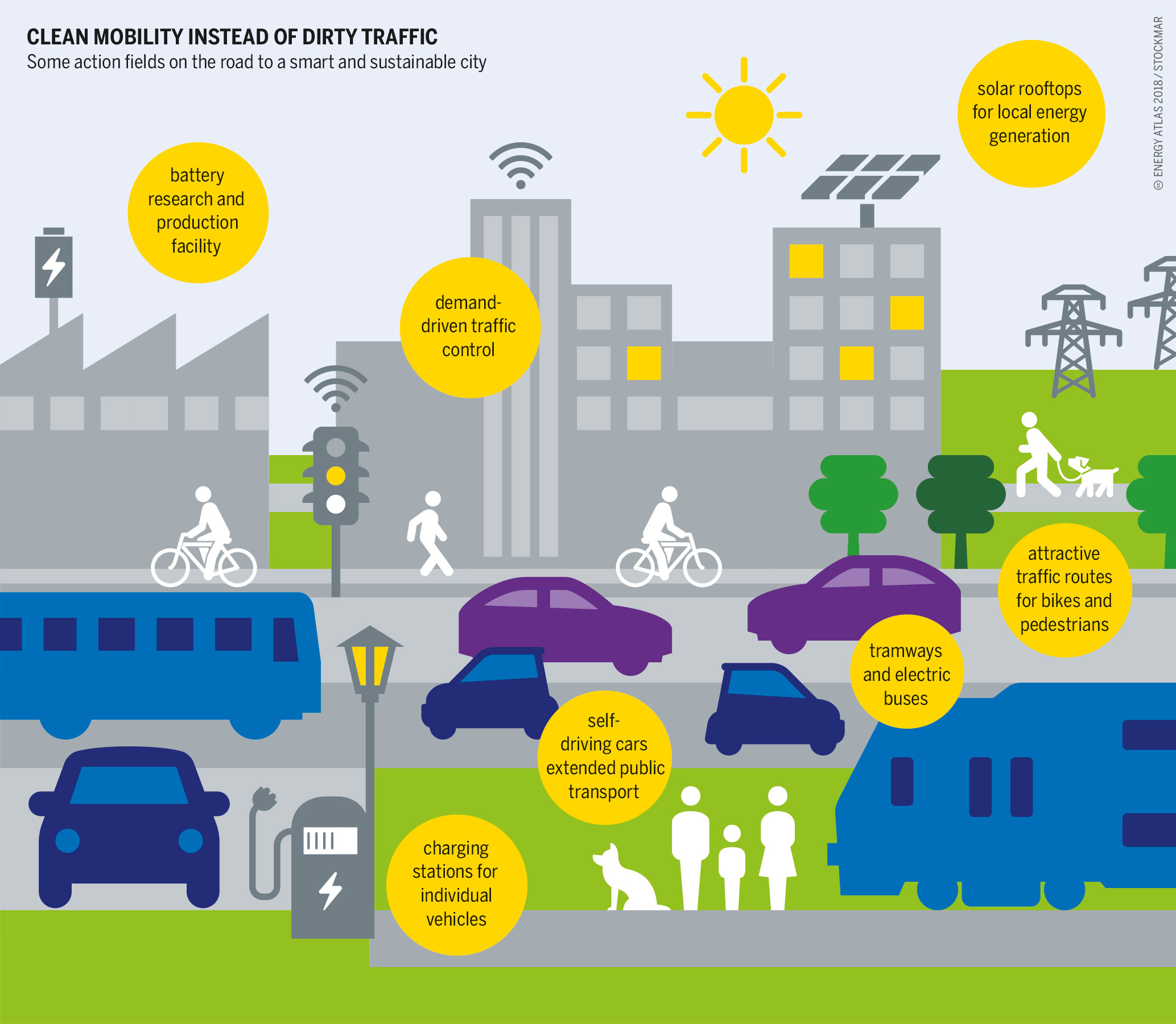

Розумне місто (англ. Smart City) — ефективна інтеграція фізичних, цифрових і людських систем в штучному середовищі заради сталого, благополучного і всебічного майбутнього для громадян. Так визначення надано Британським інститутом стандартів (BSI).

Розумне місто — це єдина система, в якій органічно взаємопов'язані міські комунікації, інформаційні технології передачі даних та пристрої IOT (інтернет речей).

## Мета та завдання «розумного міста»
Мета створення «розумного міста» — покращення та спрощення управління містом, благоустрій міського середовища, забезпечення безпеки та підвищення якості життя жителів міста.
Сучасні інформаційні технології виконують в «розумному місті» три важливі завдання:
- Забезпечують швидкі комунікаційні канали передачі інформації;
- здійснюють збір та передачу необхідних даних службам управління міським господарством;
- виконують роль засобу зворотного зв'язку між адміністрацією міста та його жителями.

Важливим завданням «розумного міста» є забезпечення громадської безпеки.
Застосування камер відеоспостереження і фотофіксації, засобів відеоаналізу, засобів зв'язку та комп'ютерних інформаційних технологій дає можливість забезпечити безпечне міське середовище, комфортне для проживання.
Система «розумного міста» функціонує за рахунок безперервної обробки та поновлення даних, що надходять з інформаційних каналів.
«Розумне місто» здатне самостійно простежити за належним рухом транспорту і пішоходів, за ситуацією в громадських місцях, за лікарнями і школами.
Таким чином, система «розумне місто» надає можливість повернути людині такий важливий ресурс, як час, за рахунок економії його в галузі транспорту, онлайн надання адміністративних послуг, телемедицини.
З точки зору безпеки, «розумне місто» повинне навчитися самостійно стежити не тільки за цим, але й за електромережами, газо- і водопостачанням, безпекою у транспорті, станом тепломереж і водостоків і т. ін.
Одним з перших Smart City був курортний Сантандер (Іспанія) з населенням 180 тис. осіб. На початку реалізації проекту Smartsantander у 2011 році оброблялася інформація з 16 тис. датчиків, встановлених тільки в центрі міста. Датчики повідомляли про забрудненість повітря, інтенсивність руху транспорту, вільні місця на парковках, заповнення сміттєвих контейнерів і т. д. Всього здійснювалося з десяток високотехнологічних проектів з бюджетом в 60 млн євро. Одержану інформацію мерія використала для економії вуличного освітлення, поліпшення збору відходів і розвантаження доріг.
Огляд 2023 року показав, що озеленення міст сприяє зменшенню захворюванності на серцево-судинні патології та сприяє більшій фізичній активності жителей міста.

## Класифікація «розумних міст»
Експерт у сфері урбаністики Білл Хатчінсон запропонував зрозумілу класифікацію розумних міст версії 1.0, 2.0 і 3.0:
- В «розумному місті» 1.0 немає загальної стратегії, автоматизація торкнулася окремих, не пов'язаних між собою компонентів;
- У версії 2.0 ведеться об'єднання і взаємозв'язок раніше незалежних ініціатив та максимально великого числа різних джерел інформації;
- Версія 3.0 передбачає, що об'єднання всіх компонентів завершено, а вся інфраструктура буквально просякнута інтелектуальними технологіями.

Одним з небагатьох мегаполісів, що піднялися на такий рівень, став Сінгапур: навесні цього року він очолив двадцятку кращих «розумних міст», рейтинг яких склали спільними зусиллями дослідницька компанія Juniper Research і Intel. Оцінювалося 4 критерії: мобільність, якість охорони здоров'я, безпека життя і продуктивність. У всіх номінаціях Сінгапур став першим, оскільки в цій країні діє Національна смарт-програма.

## Український досвід
Загальна ситуація в Україні така: населені пункти знаходяться на початку шляху до «розумному місту» версії 1.0. По всій Україні можна знайти приклади окремих проектів, які вписуються в концепцію «розумного міста». У столиці та великих містах контролюють споживання і оплачують комунальні платежі через «особисті» кабінети, в великих містах працює система пошуку маршрутів транспорту EasyWay. На сайті ініціативи Kyiv Smart City є дюжина посилань на сервіси з послугами та відомостями про міське господарство столиці України. В Україні впроваджена система Е-здоров'я, зокрема, системи онлайн-запису на візит до лікаря, та телемедичні послуги.